# Intervención soviética en Chile
La intervención soviética en Chile hace referencia a las acciones llevadas a cabo por las autoridades de la Unión de Repúblicas Socialistas Soviéticas (URSS) para ejercer influencia en las políticas, la economía y la sociedad chilena. Estas actividades se intensificaron en el período previo a la elección de Salvador Allende como presidente de Chile en 1970, en el contexto de la Guerra Fría, una etapa caracterizada por la confrontación geopolítica y la competencia entre la Unión Soviética y los Estados Unidos por consolidar su influencia a nivel internacional.

## Contexto
Luego de la crisis de los misiles de Cuba en la década de 1960, la Unión Soviética pasó a ser más cautelosa en relación a la influencia directa que podía ejercer con los países de América Latina, a fin de no escalar en un conflicto armamentístico con los Estados Unidos. En consecuencia, priorizó la estabilidad diplomática con los países latinoamericanos y la no injerencia en los asuntos internos de cada país, salvo apoyos puntuales a agrupaciones, partidos políticos y personeros afines a la ideología socialista y comunista.
Debido al hermetismo y secretismo con el cual el Kremlin de Moscú manejaba la información referida a sus relaciones internacionales, la mayor parte de los datos fidedignos que han sido obtenidos sobre la intervención soviética en Chile, han salido a la luz pública gracias a entrevistas de autoridades de la época, declaraciones de agentes de inteligencia de la KGB y la desclasificación de archivos y documentos posterior a la disolución de la URSS en 1991.

## Historia

### Previo a la Unidad Popular
Era sabido que algunos militantes de los partidos socialista y comunista mantenían vínculos históricos con Moscú desde la formación de la Unión Soviética en 1922, lo que conllevaba viajes de ciudadanos chilenos a territorio soviético por diversos motivos, como actividades de formación política o capacitación en asuntos técnicos y militares. Las Juventudes Comunistas de Chile (JJ.CC.) apoyaban públicamente las acciones y políticas de la URSS, quienes además difundían las acciones propagandísticas soviéticas, las cuales tenían un discurso fuertemente anticapitalista y contra Estados Unidos. Mientras que en un comienzo, esta agrupación juvenil era de tendencia estalinista, promoviendo los ideales de Iósif Stalin, a partir del fin de su gobierno y con el discurso secreto de Nikita Jrushchov, sucesor de Stalin, las JJ.CC. comenzaron un proceso de desestalinización a partir de fines de los años 1950, aplicado a un contexto local latinoamericano, siguiendo una línea marxista-leninista. A partir de los años 1930 y 1940, durante la primera mitad del siglo xx, militantes y simpatizantes comunistas y socialistas difundían y promovían la cultura soviética en Chile, con el objetivo de que esta "nueva Rusia" sea vista como un ejemplo a seguir e imitar para la sociedad chilena. Para tales fines, el grupo Amigos de la Unión Soviética operó en Chile entre 1927 y 1943. A través de la Agencia de Telégrafos de la Unión Soviética (TAAS) y otras editoriales soviéticas, la estructura institucional de la URSS distribuía material impreso —como libros, panfletos y revistas— con contenido ideológico marxista-leninista en América Latina, incluyendo a los lectores chilenos, con el propósito de influir positivamente en la percepción pública regional.
El informe emitido por Yuri Andrópov, Secretario General del Partido Comunista Soviético, reveló un apoyo monetario constante al Partido Comunista de Chile por décadas, como una manera de compensar su "lealtad". Mientras que en 1966, el monto anual ascendía a 300 mil dólares estadounidenses (USD), en 1973, la cifra ascendió a 645 mil USD de la época.

### Bajo el gobierno de Salvador Allende
De acuerdo al Archivo Mitrojin, Salvador Allende habría recibido por parte de las agencias estatales soviéticas alrededor de 400 mil dólares estadounidenses para el financiamiento de su campaña presidencial de 1970. Adicionalmente, fue enviado a Chile el agente de la KGB, Svyatoslav Kuznetsov, para supervisar las actividades y coordinar acciones que permitieran el éxito de Allende en los comicios. Una vez asumido en el cargo, Allende continuó recibiendo respaldo estatal por parte de la URSS, bajo diversas modalidades. Para el apoyo propagandístico, en 1971 fue fundada la Radio Luis Emilio Recabarren, que comenzó a operar con equipos modernos enviados desde la Unión Soviética. Otra situación controversial involucró a la pesca chilena con la llegada de barcos pesqueros soviéticos a las costas de Chile, gracias a que el gobierno de la Unidad Popular proveyó facilidades de reparación, almacenaje, abastecimiento de comida y combustible, capacidad de desembarco y privilegios a la tripulación soviética. Con la justificación de que los barcos soviéticos se encargarían de proveer a la población nacional chilena, comenzó una pesca indiscriminada de barcos factoría que afectó a la pesca artesanal local y produjo un daño a la riqueza ictiológica cercana a la costa, desde Coquimbo al golfo de Arauco, donde operaban las embarcaciones soviéticas, extrayendo principalmente jurel chileno y merluza.
En diciembre de 1972, Allende realizó una visita oficial por la Unión Soviética en la búsqueda de apoyos financieros y técnicos para fomentar la economía chilena. Esto finalizó con la publicación de una Declaración Conjunta Chileno-Soviética, donde se expresaba la gratitud de Allende al Partido Comunista de la Unión Soviética por el "desinteresado apoyo moral, económico y político por las transformaciones sociales del país".
De acuerdo a la declaración de Nikolái Leónov en 1998, en agosto de 1973, un convoy de buques militares soviéticos, con tanques y piezas de artillería avaluado en 100 millones de dólares, los cuales habían sido comprometido por el mariscal Andrei Gretchko al general Carlos Prats, fue enviado desde la Unión Soviética hacia Chile; sin embargo, debido al conocimiento de los servicios de inteligencia soviéticos que un golpe de Estado era inminente en el país y para evitar un conflicto armado con Juan Velasco Alvarado en Perú, quien también era afín a los soviéticos, fue desviado de su ruta y no llegó a destino por órdenes de Leonid Brézhnev.

### Durante la dictadura militar (1973-1990)
Tras el golpe de Estado ocurrido en Chile en 1973, el 14 de septiembre, a los tres días de los acontecimientos, las autoridades soviéticas emitieron un comunicado en el periódico Pravda. En dicho comunicado, se anunció la caída del gobierno de Salvador Allende, su fallecimiento por suicidio, así como la disolución del Congreso Nacional por parte de las Fuerzas Armadas y Carabineros de Chile, a quienes calificaron como "reaccionarios". Además, responsabilizaron a los "círculos reaccionarios de Chile" y a las "fuerzas extranjeras imperialistas" por la ejecución del golpe. Por su parte, Radio Moscú, de propiedad estatal soviética, transmitió una cobertura especial del golpe de Estado, con una entrevista a Volodia Teitelboim, se convirtió en el inicio del programa radial Escucha Chile, que operó como un medio opositor al régimen militar chileno entre 1973 y 1988.
En el decomiso de armas de Carrizal Bajo en 1986, se encontraron armas y municiones obtenidas de países de la esfera socialista llevadas desde Cuba hasta Chile, entre ellas también armamento y financiamiento proveniente de la Unión Soviética. Uno de los involucrados en esta internación ilegal de armas fue Claudio Molina, apodado El Rucio, quién había recibido entrenamiento militar en la Unión Soviética con anterioridad.